# Micrabaciidae
Famille
Les Micrabaciidae constituent une famille de scléractiniaires (coraux durs dits « coraux bâtisseurs de récifs »).

## Liste des genres et espèces
Cette famille contient les genres suivants :
| Selon World Register of Marine Species (28 décembre 2015) : - Leptopenus Moseley, 1881 - Letepsammia Yabe & Eguchi, 1932 - Micrabacia Milne Edwards & Haime, 1849 † - Rhombopsammia Owens, 1986 - Stephanophyllia Michelin, 1841 | Selon ITIS (28 décembre 2015) : - genre Leptopenus Moseley, 1881 - genre Letepsammia Yabe & Eguchi, 1932 - genre Rhombopsammia Owens, 1986 - genre Stephanophyllia Michelin, 1841 |